# 恩格尔伍德 (新泽西州)
恩格尔伍德是美国新泽西州伯根县的一座城市。根据2000年美国人口普查，共有26203人，其中白人占42.49%、非裔美国人占38.98%、亚裔美国人占5.21%。
1. ↑  . terms.naer.edu.tw.   [2022-07-30].